# Џамија Шејх Лутфулах
Џамија Шејх Лутфулах (перс. مسجد شیخ لطف الله) представља једно од архитектонских ремек-дела иранске сафавидске архитектуре и налази се на источној страни трга Накш-е Џахан у центру Исфахана, Иран.
Изградња џамије је почела 1603. а завршена је 1619. Саградио ју је главни архитекта Шејх Бахаи, током владавине Шаха Абаса II и династије Сафавида.

## Историја
Од четири импозантне грађевине које доминирају на тргу Накш-е Џахан, ова је најстарија изграђена.
Џамија Шејх Лутфула је изграђена са циљем да буде приватна џамија краљевског двора, за разлику од Шах џамије која је била отворена за јавност. Из тог разлога, џамија нема минарета и мања је по површини. Заправо, мали број Европљана у време Сафавида је уопште и обраћао пажњу на ову џамију, а свакако им није одобрен приступ њој. Тек неколико векова касније, врата џамије су отворена за јавност, ту су се обични људи могли дивити напорима Шаха Абаса у изради овог светог места за даме из свог харема, и изузетном мозаику, који је далеко супериорнији од оног који се налази у Шах џамији.
Како би избегао шетњу кроз трг на путу до џамије, Шах Абас је унајмио архитекту да му изгради тунел који се простире преко трга, од Али Капу палате, до самог улаза у џамију. Када се дође до улаза, мора се проћи кроз пролаз који води у круг, да би се коначно дошло до главне зграде. Свуда широм овог пролаза стајали су стражари, а очигледна сврха овог пројекта била је што боља заштита жена из харема. На главном улазу у џамију такође је стајала стража, а врата зграде су била закључана у сваком тренутку. Данас, ова врата су отворена за посетиоце, а пролаз испод трга више није у употреби.

### Шејх Лутфулах
Кроз историју, ова џамија је носила различита имена. Код историчара Касимија Џунабадија, она се помиње као „Џамија са великом куполом“ (Masğed-e qubbat-e ’azim) и Куполаста џамија (Qubbat masğed), док је савремени историчар Искандар Мунши назива „Џамија велике чистоте и лепоте“. С друге стране, европски путници, као што је Жан Шарден, користе њено садашње име, а арапски натписи унутар џамије, које је урадио калиграф Бакир Банаи, укључују и име Шејха Лутфулаха. Поред тога, белешке Мухиб Али бега, царског благајника, показују да је плата имама директно пристизала из царског трезора. Све ово указује на то да, не само да је зграда заиста названа по Шејху Лутфулаху, већ и да је овај чувени имам био међу првим молитвеним предводницима у служби краљевског двора у овом џамији.

## Архитектура
Улазна капија, налик на Велики базар и Шах џамију, у облику је спуштеног полумесеца. Такође, доња фасада џамије и улазни ходник су од мермера, док су haft-rangi плочице (перс. هفترنگی, букв. „седмобојне“, полихромни мозаик) коришћене за украшавање горњих делова структуре. Примену калиграфије и плочица, који превазилазе лепоту и квалитет свега до тада створеног у исламском свету, надгледао је лично мајстор калиграфије Али Реза Абаси.
Главни архитекта је Мухамед Реза-Исфахани, који је решио проблем разлике између правца кибле и улаза у грађевину, тако што је осмишлио предворје у облику слова „Г“, које повезује улаз и молитвене просторије. Натпис Резе Абасија на улазним вратима означава датум почетка изградње. Правац север-југ којим се простире трг, не слаже се са југо-западним правцем Кибле; угао између њих је 45 степени. Ова одлика, која се зове „пашна“ (پاشنه) у персијској архитектури је учинила је да купола не стоји директно иза улазног ајвана (на слици).
Једноделна купола џамије има пречник од 13 метара. Њена спољашња страна је богато украшена мозаиком.
У поређењу са Шах џамијом, дизајн џамије Шејх Лутфулах је прилично једноставан, не окружује је двориште и нема унутрашњих ајвана. Сама грађевина се састоји од спљоштене куполе која се ослања на квадратној основи. Међутим, насупрот једноставној структури ове џамије, спољашњи и унутрашњи зидови су изузетно комплексно украшени, а у њеној изградњи су коришћени најбољи материјали и унајмљене су најталентованије занатлије. Роберт Бајрон је записао своје утиске: Не знам за савршенији пример персијске исламске генијалности од унутрашњости куполе:
„Купола је издубљена мрежом сегмената лимунастог облика које се смањују по површини и образују пауна на врху... Михраб у западном зиду је емајлиран ситним цветовима на пространој плавој ливади. Сваки део дизајна, свака површина, свако понављање, свака засебна грана или цвет има своју сетну лепоту. Али лепота целине долази до изражаја када се крећете. Опет, истиче се игра светлости углачаних и неуглачаних површина; тако да се сваким кораком претварају у безброј сјајних нијанси... Никада до сада нисам наишао на сјај ове врсте.“
Тај „паун“ који се може видети у средишту унутрашње стране куполе је једна од јединствених карактеристика џамије. Ако посматрач стоји на капији унутрашњег ходника и погледа ка центру куполе, може уочити пауна чији реп чине сунчеви зраци који долазе из отвора у плафону.
На унутрашњој страни куполе уочава се естетска сврха дугог, ниског, суморног пролаза који води до куполасте одаје, те се у њу улази је са повећаним осећајем узбуђености. Скученост ходника уступа место огромној и високој одаји, а тама је отклоњена јарким природним осветљењем које долази кроз многе прозоре.
Барбара Бренд ју је описала на следећи начин: „Тиркизни одсјај лука се назире испод куполе, у коме се концентрични прстенови са по 32 ромба смањују приближавањем ка центру, што даје утисак осветљености. Моћан дизајн, који одаје осећај кретања и постојаности, наглашава верску симболику, говорећи о хармонији универзума. ... Систем потпоре куполе садржи осам великих лукова осликаних тиркизним мозаиком који се уздиже до врха зида. Међу њима су ромбасти спојеви паруса и тромпова. У оквиру куполе, слојеви плочица формирају облик венца решеткасто испрекиданог обичном опеком, који се постепено смањује док се не споје са средишњим делом украшеним арабескама“.
Верује се да је структура на куполама џамије Лутфулах и Плаве џамије у Табризу изведена по угледу на куполу џамије Шах Вали у Тафту, Јазд.
Дизајн мозаика ове џамије, као и Шах џамије и других персијских џамија и пре периода Сафавида, изгледа да није у потпуности симетричан — нарочито у бојама дезена. Тај дизајн је описан као намерна, „симетрична“ асиметрија.
Архитекте комплекса су Шејх Бахаи (главни архитекта) и Устад Мохамед Реза Исфахани.
Грађевина је завршена 1618. године (1028 по Хиџри).

## Уметност
Дизајн Ардабилских тепиха (као што је Ардабилски ћилим) је настао по истом шаблону који се налази на унутрашњој страни куполе. Такође, дизајн „Тепиха чуда“, који ће бити највећи тепих на свету, заснива се на изгледу ентеријера куполе. Сматра се да су концепти мистичног филозофа Сухравардија о јединству постојања били повезани са овим шаблоном на унутрашњој страни куполе. Али Реза Абаси, главни калиграф на двору Шаха Абаса, осликао је улаз изнад врата, величанственим натписима са титулама и именима Шаха Абаса, Хусеинија и Мусавија, односно потомака имама Хусеина и Мусе.
Натписи на џамији одражавају мисли које су заокупљале шаха у време када је она грађена; односно потребу да се дефинише дванаестоимамски шиизам наспрам сунитског ислама, као и персијски отпор према османској инвазији. Натпис белим плочицама на плавој подлози на спољашњем зиду куполе, видљив за јавност, састоји се од три суре (поглавља) из Кур'ана; ел Шамс (91, Сунце), ел Инсан (76 Човек) и ел Кавтар (108, Обиље). Суре наглашавају исправност чисте душе и судбину у паклу оних који одбацују Божји пут, што се највероватније односи на Турке.
Улазак у молитвену одају, верник се суочава са зидовима прекривеним плавим, жутим, тиркизним и белим плочицама са разним обрасцима арабески. Курански ајети се појављују у сваком углу, а источни и западни зидови садрже поезију шејха Бахаија. Око михраба су имена дванаест шиитских имама, и натписи садрже имена Шејха Лутфулаха, Остада Мухамеда Резе Исфаханија (архитекте) и Бакира ел Банаија (калиграфа који их је написао).
Гледајући надесно од самог улаза у засвођеној молитвеној одаји, може се видети комплетан текст Суре 98, ел Бајина (Доказ Јасни). Порука овог поглавља је да јасан доказ правог Светог Писма није био доступан за следбенике Књиге (тј хришћанима и Јеврејима) све док Бог није послао свог посланика Мухамеда. Хоризонтални текст на дну лука није из Курана, али наводи да је Бог благословио шиитске жртве (мученике). Тако, шиитске молитве подсећају на Куранске стихове у свом преношењу истините Божије поруке.
Песма шејха Бахаија на десном зиду моли Четрнаест Беспрекорних (Мухамед, Фатима и дванаест имама) за помоћ, док натписи на унутрашњости куполе истичу врлине добрих дела, молитве и поштења, као и исправност ислама и његових пророка у односу на подводљивост других религија.
Чињеница да две песме шејха Бахаија, истинског суфије, красе зидове приватне џамије шејха Абаса, доказује да, иако су потиснути неки елементи суфизма у царству, суфизам као општи феномен је наставио да игра важну улогу у сафавидском друштву.

## Галерија
- Предња страна џамије, поглед са балкона палате Али Капу
- Детаљи унутрашњости џамије Шејх Лутфулах
- Зид и плафон
- Унутрашњост куполе
- Зид и купола
- Михраб
- Мозаик
- Улазна капија
- Натпис на куполи осликао је познати калиграф Али Реза Абаси, Тулут и Насталик стиловима.[2]
- Трг Нашк-е Џахан ноћу